# Stringtrosor

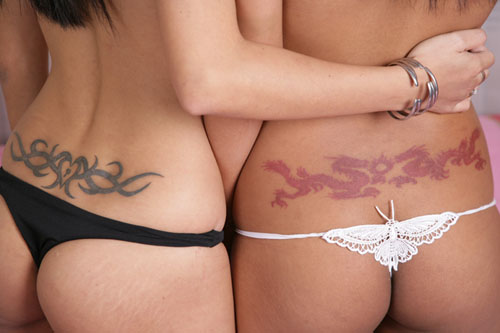
Två kvinnor klädda i vanliga stringtrosor (vänster) samt G-string (höger).

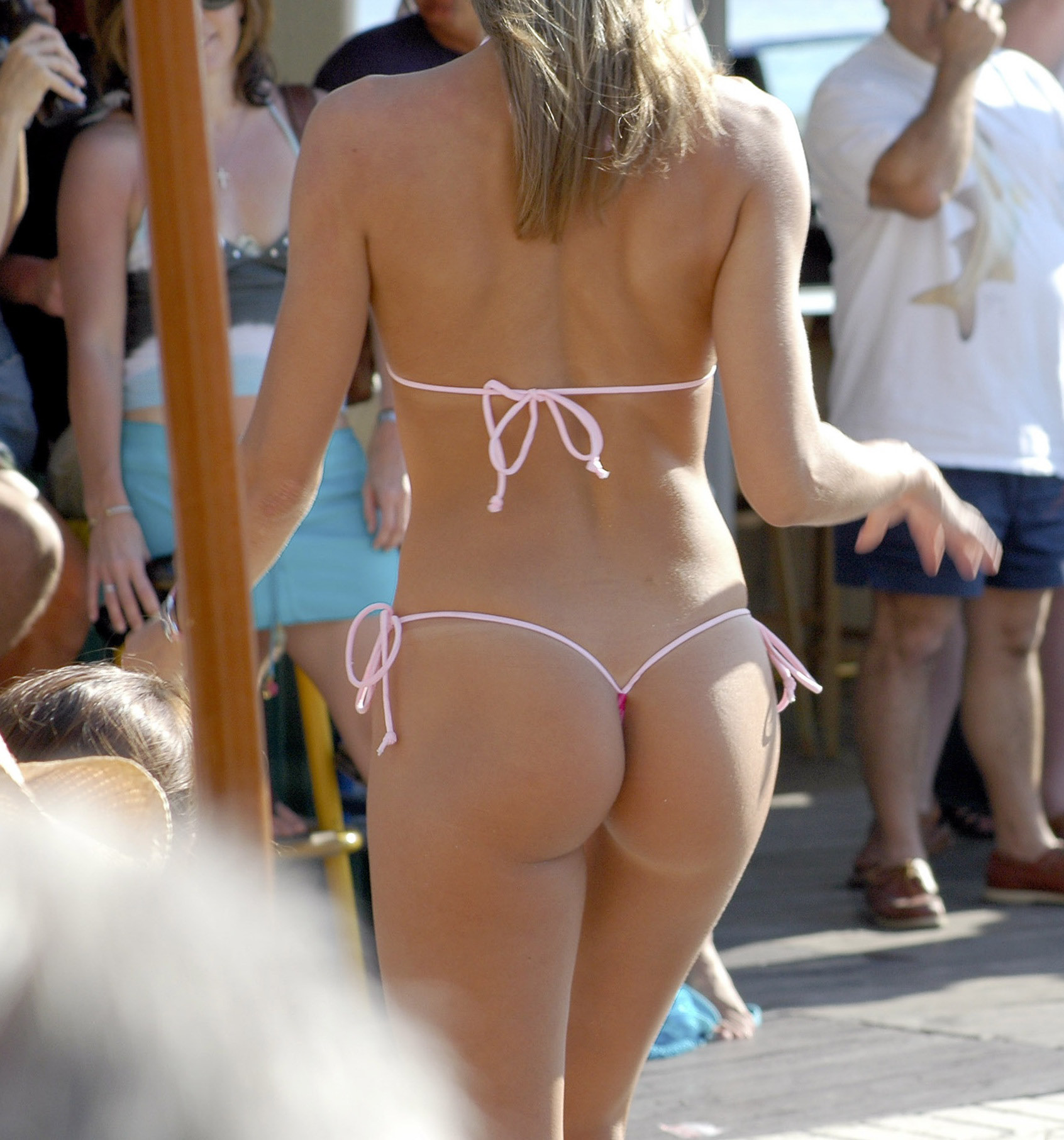
Kvinna klädd i T-string

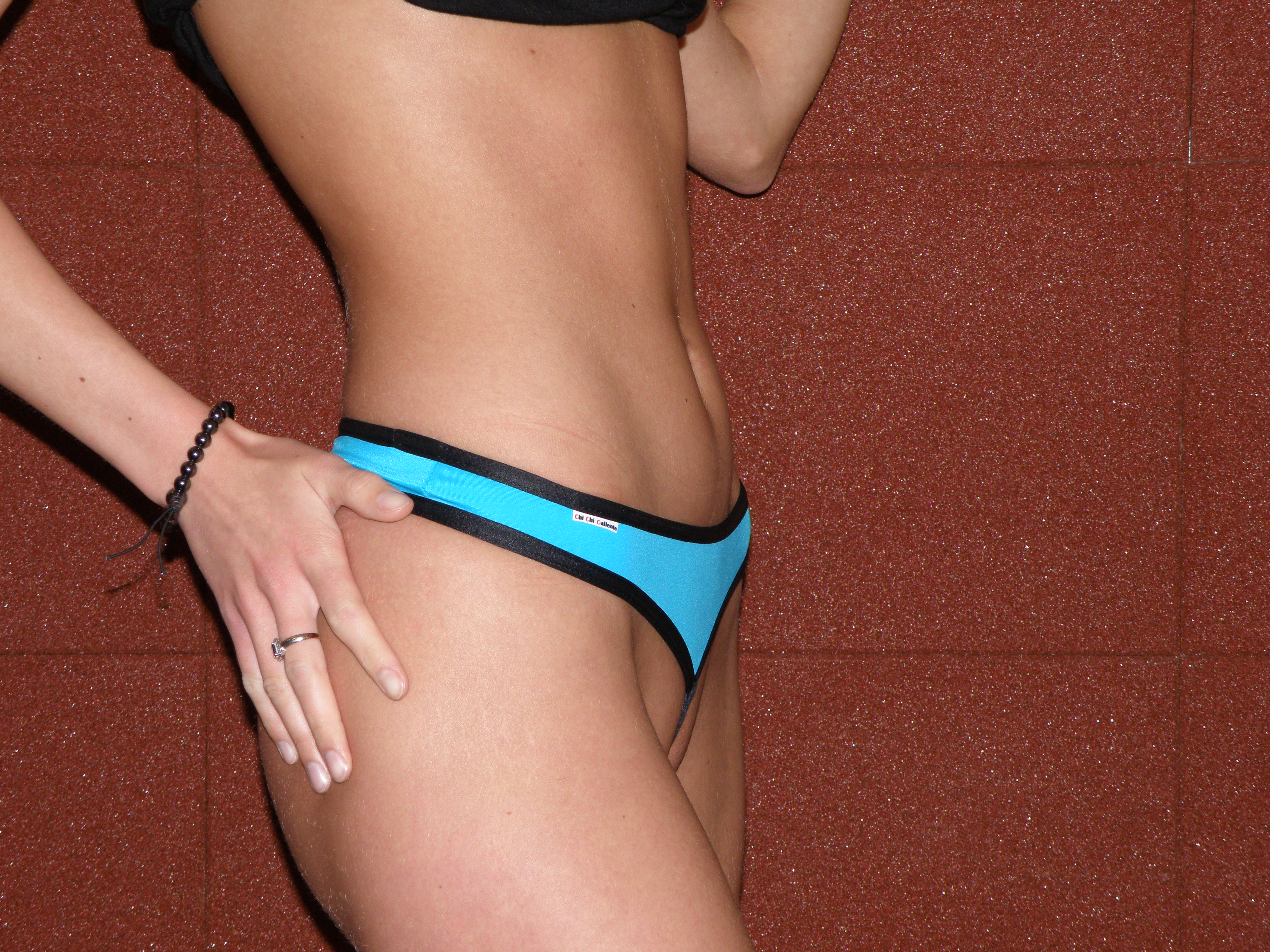
Kvinna som bär T-front string

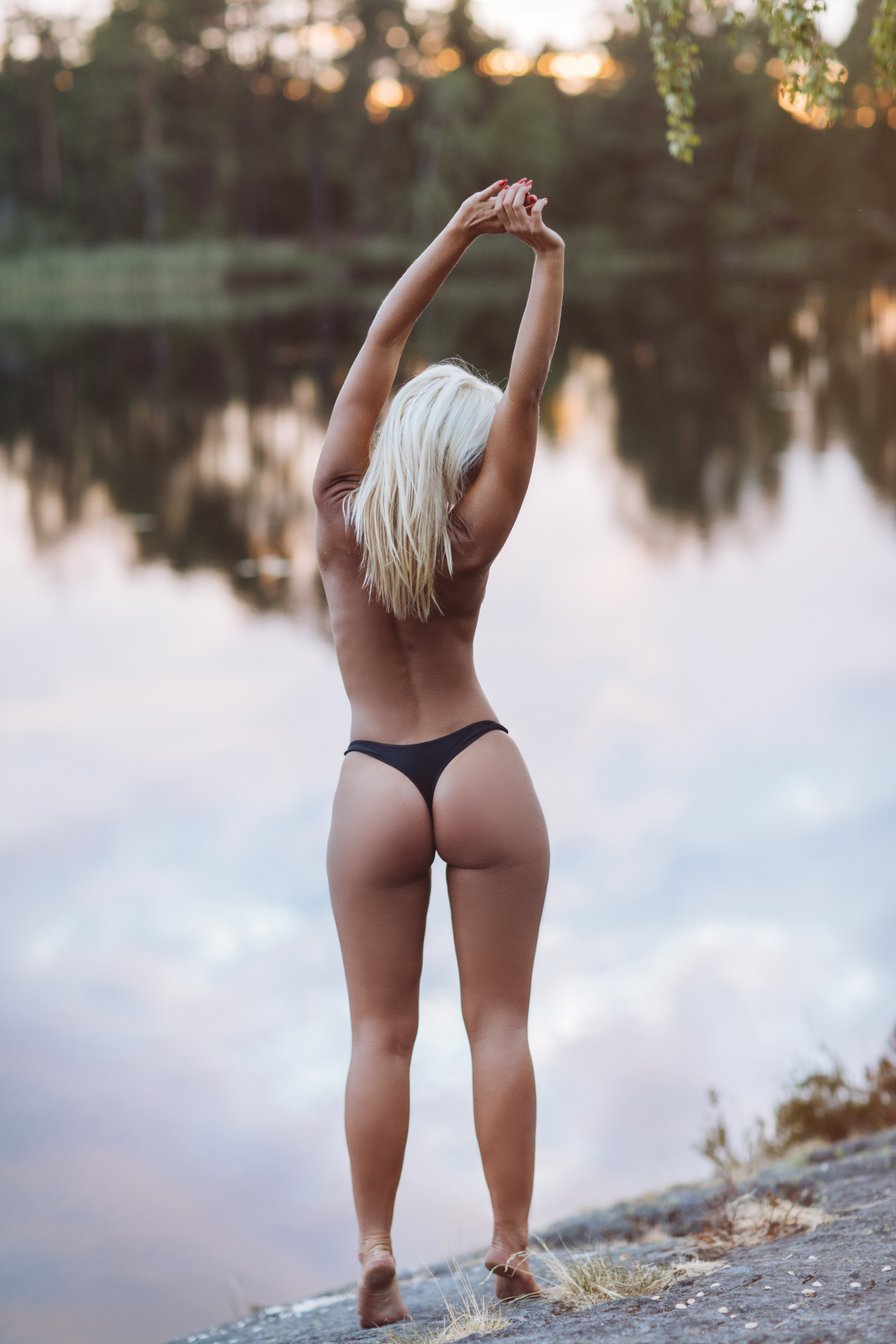
Kvinna i stringbikini

Stringtrosor, tätt åtsittande, benlösa damunderbyxor vars bakstycke utgörs av en smal tygremsa som löper mellan skinkorna. Plagget lanserades i slutet av 1940-talet bland striptease-artister och blev populärt under tidigt 1990-tal. Dagens stringtrosor var tidigare liktydiga med G-string, det som tidigare kallades stringtrosor kallas numera tangatrosor. Från att tidigare ha ansetts som ett erotiskt plagg, kan dagens kraftigt ökade användning (stringtrosorna står för mer än hälften av de damtrosor som säljs) kopplas till det tajta byxmodet, där en vilja finns att inte röja trosornas silhuett. Sedan mitten av 1990-talet har det blivit allt vanligare också bland män, jämför stringkalsonger. Under senare delen av 00-talet minskade försäljningen av stringtrosor något till fördel för andra modeller som hipsters och hotpants för att under senare delen av 10-talet åter öka i försäljning igen. 
Från den första stringtrosan på 1940-talet har det utvecklats flera modeller. Idag är det mest tjejer och vuxna kvinnor som använder stringtrosor, men de tillverkas även till barn.

## Stringtyper

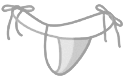
T-string med knytning
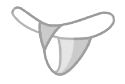
G-string
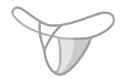
V-string
C-string

- Vanlig stringtrosa är sydd på samma vis som en vanlig trosa men den skillnaden att bakstycket är en smal tygremsa.
- G-string förenar bak och framstrycke med smala band, likaså är tygremsan bak ersatt med ett smalt band. Banden möts mitt bak i en liten triangelformad tygbit,
- T-string är en stringtrosa utan tygbit bak. Där förenas banden i varandra istället.
- Trosor med en enda rem också framtill kallas T-front.
- V-string ser ut på ungefär samma sätt som G-stringen borsett från att tygbiten bak endast består av smala kantband.
- C-string är en ny variant av stringtrosa. Den uppfanns i början på 2000- talet och är en hård diademliknande trosa som kläms fast mellan skinkorna och blygdbenet. Den har inga band som förenar bak och framstycke, då trosan inte är större än att det ska täcka det väsentligaste. Man uppfann den här typen av trosa för att man inte skulle se troskanter över höfterna när man bar åtsittande kläder.
- Tangatrosan är en stringtrosa gjord som badplagg. Den har knytband i sidorna.

Det finns också varianter av boxertstring och hipsterstring där trosorna är skurna som boxer och hipster fast har en string baktill.